# Berzsenyi Ralph
Berzsenyi Ralph, eredetileg Beusterien Ralph (Fiume, 1909. február 26. – Budapest, 1978. június 10.) olimpiai ezüstérmes sportlövő, huszonnyolcszoros magyar bajnok; orvos.

## Pályafutása
1933-tól a Budapesti EAC (Budapesti Egyetemi Atlétikai Club), 1935-től a Budapesti Polgári Lövészegylet, 1949-től a Budapesti Lokomotív, majd 1950-től az Északi Járműjavító sportlövője volt. Másfél évtizedig a magyar sportlövészet élvonalában szerepelt, de jelentős sportsikereit a második világháború előtti években érte el. Valamennyi pisztolyos és puskás versenyszámban versenyzett. Pályafutása alatt összesen kilenc egyéni és tizenkilenc csapatbajnoki címet szerzett. 1935-től szerepelt a magyar válogatottban. Az 1936. évi nyári olimpiai játékokon Berlinben a 300 kört teljesítő norvég Willy Rögeberg mögött, a harmadik helyezett lengyel Wladyslaw Karaséval azonos, 296 körös lőeredménnyel a második helyen végzett. Az 1948. évi olimpián már nem volt a magyar csapat tagja. 1950-ben lemondott a válogatottságról és 1953-ban felhagyott az aktív sportolással is.
1935-ben a Pázmány Péter Tudományegyetemen orvosi oklevelet szerzett. Egyetemi hallgatóként megalapította a BEAC sportlövő szakosztályát, melynek első lőmestere lett.

## Sporteredményei
- olimpiai 2. helyezett:
  - 1936, Berlin: kisöbű sportpuska, fekvő (296 kör)
- kilencszeres magyar bajnok:
  - kispuska, álló, 20 lövés: 1934
  - kispuska, összesített, 60 lövés:  1934, 1935
  - kisöbű sportpuska, összesített, 120 lövés: 1934, 1935
  - kisöbű sportpuska, álló, 40 lövés: 1934, 1935, 1936
  - kisöbű sportpuska, fekvő, 40 lövés: 1935
- tizenkilencszeres magyar csapatbajnok